# Abstraktni ekspresionizem
Abstraktni ekspresionizem (tudi informalna umetnost) je slog v slikarstvu, ki se je razvil po drugi svetovni vojni. Zamenjal je kubizem, konstruktivizem in surrealizem. 
Prvič se je zgodilo, da se je kak umetniški koncept razširil po skoraj vsem svetu. Abstraktni ekspresionizem je nastal istočasno v Franciji (Pariz) in ZDA (New York). 
Umetniška smer se deli v več struj: 
- V ZDA je nastalo akcijsko slikarstvo (Action Painting), katerega glavni predstavniki so bili Jackson Pollock, Willem de Kooning in Arshile Gorky.
- V Evropi je nastal tahizem. Avtorji (med njimi Wols in Fautrier) so, podobno kot Američani, poudarjali spontano ustvarjanje.
- Colour Field Painting: Barnett Newman, Clyfford Still, Mark Rothko
- Art Brut ali groba umetnost; spontane slike pod vplivom ustvarjalnosti otrok ali duševno bolnih - predstavniki so bili predvsem ustvarjalci iz skupine CoBrA
- lirična abstrakcija

Vse oblike abstraktnega ekspresionizma imajo skupno gledanje, da so občutek, čustvo in spontanost pomembnejši od popolnosti, razuma ali pravil.

## Umetniki
- Hans Hartung (1904-1989)
- Wols (1913-1951)
- Jackson Pollock (1912-1956)
- Mark Rothko (1903-1970)
- Christel Arnold (1948-)
- Arshile Gorky (1904-1948)
- Pierre Soulages (1919-)
- Hans Hofmann (1880-1966)
- Jean Dubuffet (1901-1985)
- Karel Appel (1921-2006)
- Philip Guston (1913-1980)
- Helen Frankenthaler (1928-2011)
- Franz Kline (1910-1962)
- Willem de Kooning (1904-1997)
- Barnett Newman (1905-1970)
- Robert Motherwell (1915-1991)
- Richard Pousette-Dart (1916-1992)
- Georges Mathieu (1921-2012)
- Ad Reinhardt (1913-1967)
- Jean-Paul Riopelle (1923-2002)
- Clyfford Still (1904-1980)
- Karl O. Götz (1914-2017)
- K.R.H. Sonderborgh (1923-2008)
- Antonio Saura (1930-1998)
- Antoni Tàpies (1923-2012)
- Helmut Jahn (1936-)